# Miljan Vujović
Miljan Vujović (* 27. August 2000 in Cetinje) ist ein slowenisch-montenegrinischer Handballtorwart, der derzeit beim deutschen Bundesligisten TVB Stuttgart unter Vertrag steht.

## Karriere

### Im Verein
Bis 2016 spielte er für RK Lovćen Cetinje in Montenegro. Ab 2016 lief er in Slowenien zuerst für den RK Velenje und dann ab 2019 für den RK Celje auf. Hier konnte er bereits Erfahrungen in der Champions League sammeln. Zudem konnte er mit Celje 2020 die slowenische Meisterschaft gewinnen. Während der Saison 2021/22 wechselte er vorzeitig zum deutschen Bundesligisten TVB Stuttgart. Er unterschrieb zunächst einen Vertrag bis 2025, welchen er im März 2024 vorzeitig bis 2027 verlängerte.

### In Auswahlmannschaften
Mit der slowenischen Nationalmannschaft belegte er den 9. Platz bei der Weltmeisterschaft 2021, wobei er nur bei den ersten zwei Spielen im Kader stand. Bei der Europameisterschaft 2024 belegte er mit Slowenien den 6. Platz, wobei er hier im Turnierverlauf wieder nur ein Spiel absolvierte.